# Debaa
Pour les articles homonymes, voir Deba.
Le debaa, deba ou déba est un mélange de danse, de musique et de chant traditionnels pratiqué sur l'île de Mayotte où il est réservé exclusivement aux femmes. 
Le debaa peut avoir une signification religieuse, être pratiqué en tant que distraction ou s'apparenter à une compétition entre plusieurs groupes de femmes issus de différents villages.
Le debaa des femmes de Mayotte a été classé à l'Inventaire du patrimoine culturel immatériel en France en 2025.

## Étymologie
Cette pratique, appelée debaa, deba ou déba, tirerait son nom d'ibn ad-Dayba (ar), auteur yéménite du XVe siècle, historien et compilateur de hadiths, dont le debaa reprend le répertoire de qasida,.

## Origine
Le debaa est une tradition récente tirée du soufisme, lui-même issu de l'islam, qui est la religion majoritaire à Mayotte (en).
Le debaa s'est développé à Mayotte dans les années 1920–1930 sous l'influence d'un foundi (professeur d'école coranique). Lié à la confrérie soufie Rifa'iyya et venu d'Anjouan, île voisine dans l'archipel des Comores, il était d'abord réservé aux hommes et de nature purement religieuse, avant de s'ouvrir aux femmes, puis de leur être réservé.
Le debaa est identique aux pratiques du soufisme en ce qui concerne les chants et la musique, qui consiste en quelques percussions simples, la seule différence notable étant la danse[réf. souhaitée].

## Déroulement

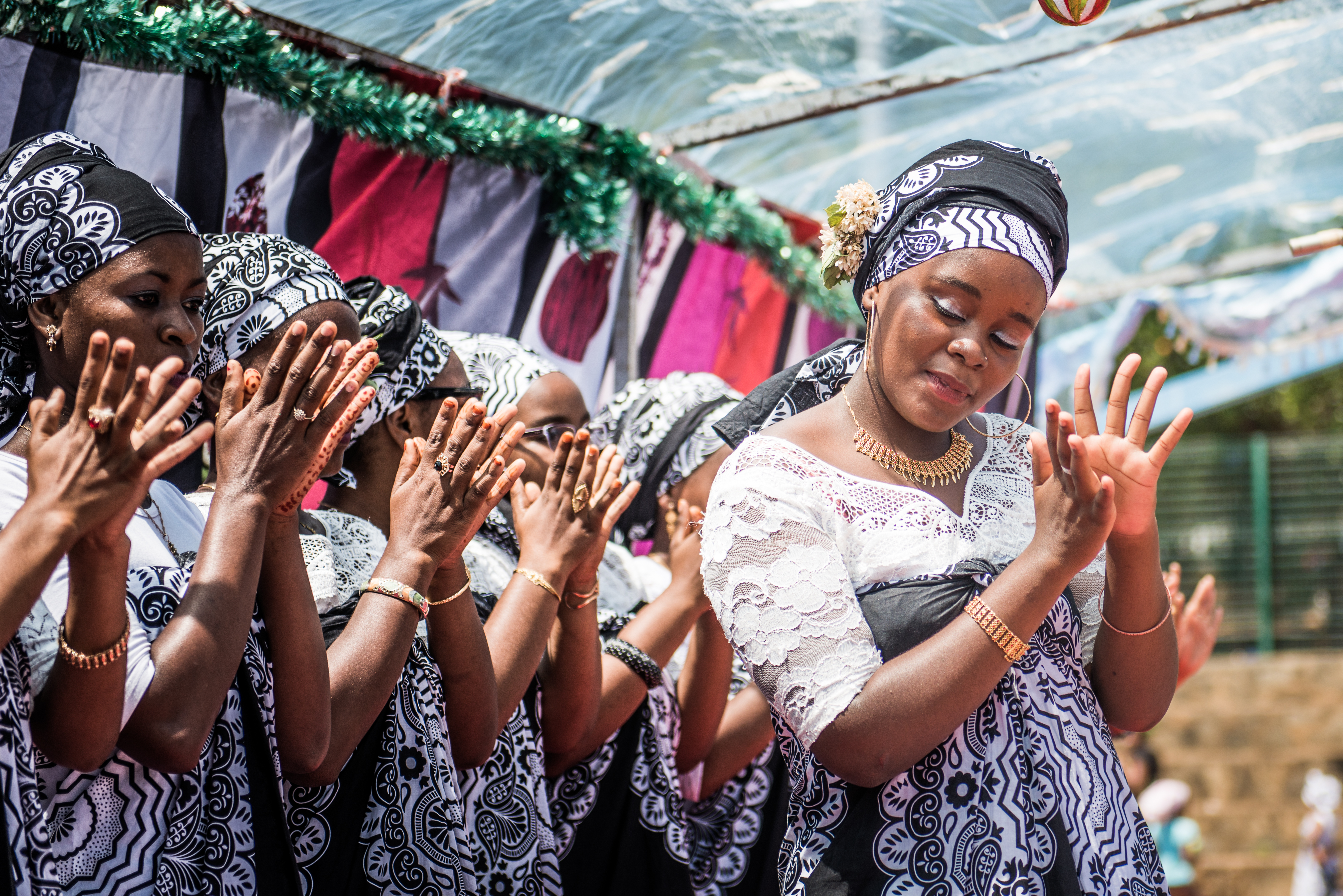
Danseuses de debaa en tenues identiques.

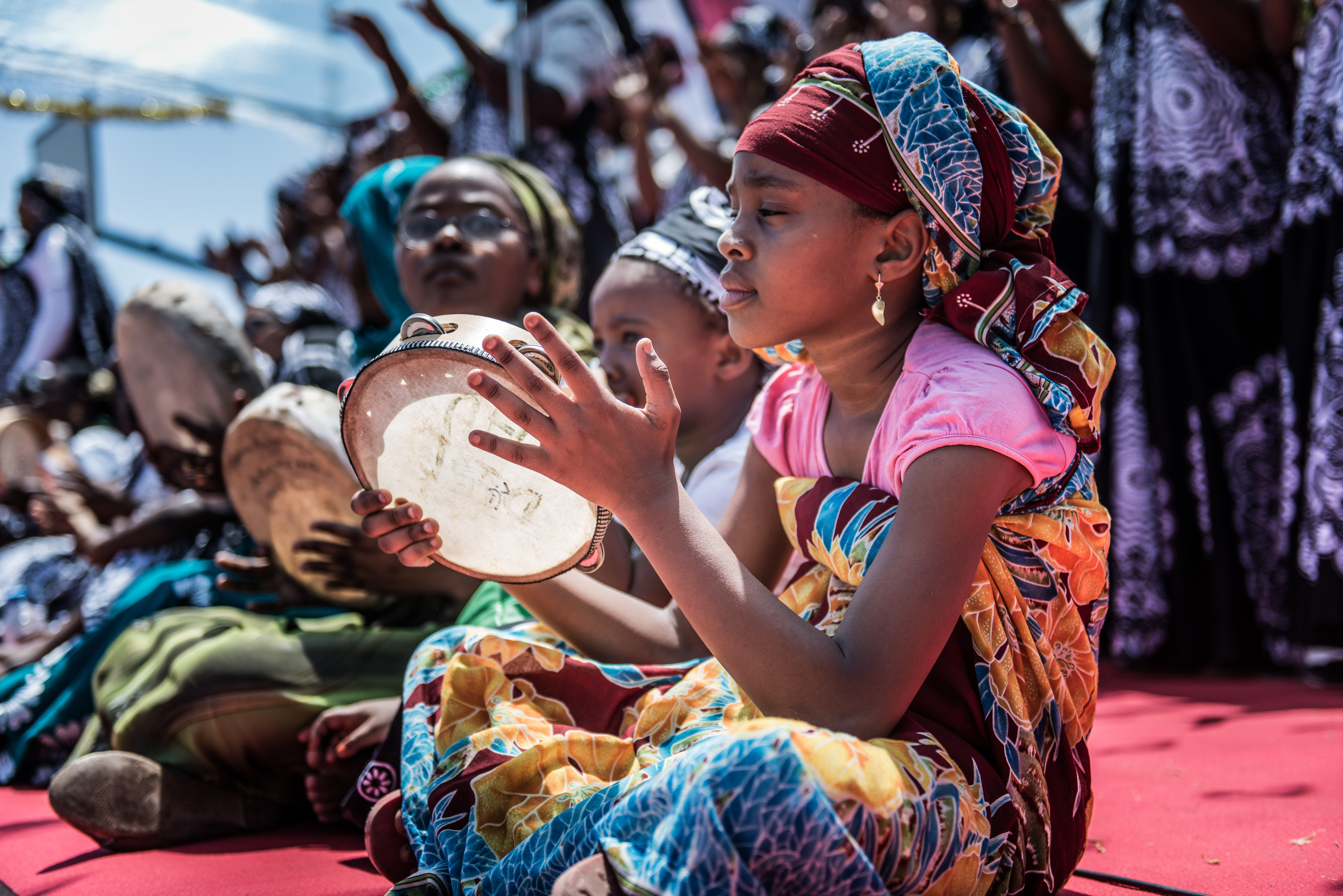
Musiciennes de debaa.

Le debaa est effectué par les femmes du village : vêtues de tenues identiques et ornées de leurs plus belles parures, elles s'adonnent à une danse chorégraphiée dans le but de reproduire les mouvements lancinants des vagues de l'océan.
Cette danse est accompagnée de chants principalement en langue arabe, tirés de livres sacrés, remémorant le plus souvent la naissance du Prophète. La forme est similaire à un répons : une soliste chante la mélodie, avant d'être imitée par un chœur, aux rythmes d'instruments à percussion tels que le tambourin.
Le debaa peut être réalisé en guise de louanges pour les pèlerins qui partent à La Mecque ou en reviennent, lors de la période du ramadan comme rite expiatoire (en), en tant que gratification à Dieu, pour Mawlid, pendant un mariage, ou enfin comme simple compétition entre femmes de différents villages.
Le debaa est aussi un rituel de séduction, une occasion pour les jeunes femmes de se faire remarquer par un spectateur qui pourrait les demander en mariage.

## Analyse
Bien que le debaa soit issu du soufisme, le profane l'emporte sur le sacré dans cette pratique. Il peut être vu comme une expression de l'identité et de la force des femmes mahoraises, dans un contexte où elles ont largement contribué à ce que Mayotte reste française lors de l'indépendance des Comores, avec notamment le phénomène des chatouilleuses.